# Condado de Arenac
O Condado de Arenac é um dos 88 condados do estado americano de Michigan. A sede do condado é Standish, e sua maior cidade é Standish.
O condado possui uma área de 1 763 km² (dos quais 813 km² estão cobertos por água), uma população de 17 269 habitantes, e uma densidade populacional de 18 hab/km² (segundo o censo nacional de 2000).